# 쿠냐 거리

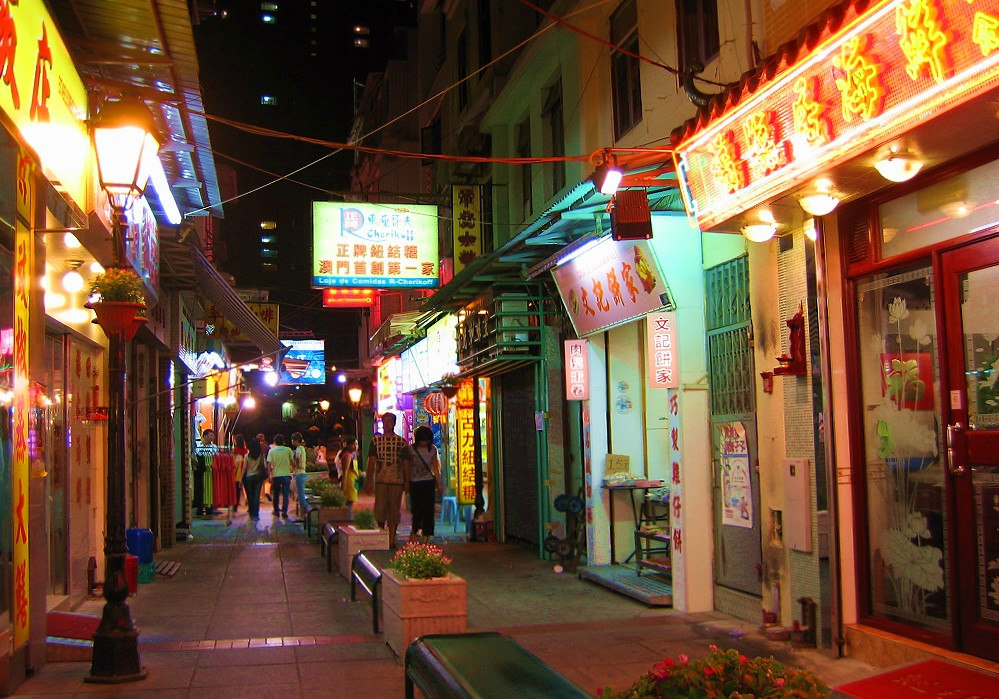
쿠냐 거리

쿠냐 거리(광둥어: 官也街, 포르투갈어: Rua do Cunha 후아 두 쿠냐[*])는 마카오 타이파섬에 있는 거리이다. 정확하게 말하자면 먹거리 골목이다.

## 개요
쿠냐 거리는 항얀벵, 계란말이, 코코넛 플레이크 그리고 땅콩 캔디로 알려져 있다. 포르투갈 레스토랑 O Santos와 O Galo는 20년 넘게 장사중이다.

## 갤러리

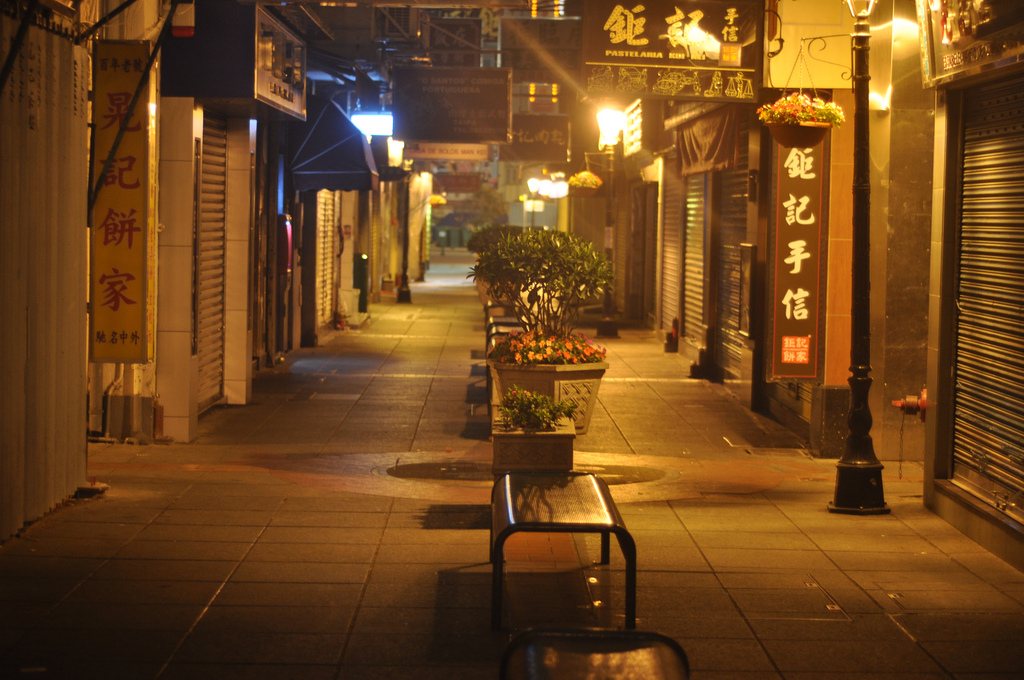
밤에 찍은 모습
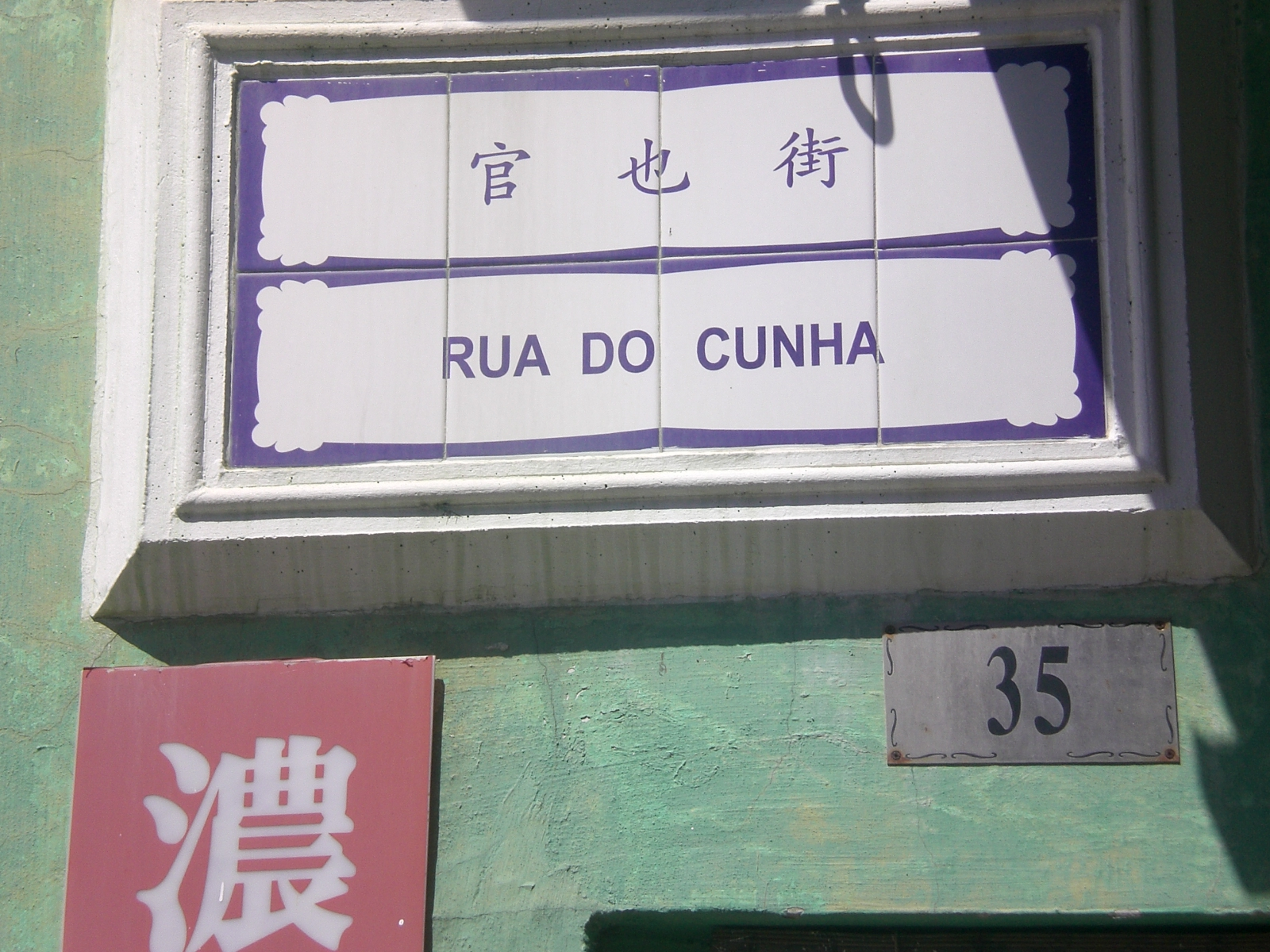
쿠냐 거리 표지판